# 舒宗鎏
舒宗鎏（1894年—1976年），字勉之，男，广东番禺人，中华民国海军少将，中华人民共和国政治人物，曾任国务院参事。